# Al-Bahr al-Ahmar
Al-Bahr al-Ahmar, česky Rudé moře (arabsky محافظة البحر الأحمر‎) je egyptský guvernorát. Nachází se ve východní a jihovýchodní části země mezi řekou Nil a Rudým mořem. Tvoří část jižních hranic Egypta se Súdánem. Jeho rozloha je 203 685 km2. Hlavním městem guvernorátu je známé turistické a rekreační centrum Hurghada.

## Populace
Kromě administrativního města Hurghady žije dalších 60 000 obyvatel v městech Ras Gharib, Safaga, Quseir, Marsá Alam a Bir Shalatein. V roce 2012 žilo v guvernorátu al-Bahr al-Ahmar přibližně 321 000 obyvatel, přičemž zhruba 275 000 z nich ve městech na pobřeží Rudého moře.

## Ekonomika
Jak již bylo uvedeno, turistika je v tomto guvernorátu hlavním ekonomickým elementem. Od osmdesátých let je hlavní město Hurghada populární destinací pro milovníky pláží a potápění. Turistika roste i v dalších městech, jako jsou Marsá Alam, Quseir a Safaga.
Kromě četných hotelových komplexů zde byly vybudovány dvě přírodní rezervace. Národní park Wádí al-Gamal (v překladu Údolí velbloudů) se nachází blízko města Marsá Alam. Druhý park Gebel Elba se nachází blízko města Hala'ib. Kromě turismu je v al-Bahr al-Ahmar rozšířený rybolov. V oblasti se rovněž nachází mnohá ložiska nerostných surovin. V regionu Ras Gharib se těží 70 % egyptské ropy.

## Podnebí
Mění svůj ráz od severu k jihu. Sever obecně má vyšší teplotní výkyvy, chladnější zimy, zato v létě většinou teploty dosahují vyšších hodnot. Čím blíže k obratníku Raka, tím je podnebí stabilnější, ušetřeno chladných nocí v zimě, extrémů na jaře a enormních teplot v létě.
Hurghada na severu má velmi horká léta a slunné, větrné zimy, kdy minima v nejchladnější části klesají k 8 °C. Zjara se zde často objevují chamsiny, přinášející horký vzduch z pouště a písek. Teploty se mohou vyšplhat až k 47 °C. Letní teploty se pohybují v rozmezí 32-40 °C přes den, resp. 26-30 °C v noci.
Quseir uprostřed má chladnější léta, než Hurghada, zato zimní a jarní noci jsou v průměru o 1-3 °C vyšší.
Marsa Alam, nacházející se zhruba 200 km nad obratníkem Raka má podobně jako Quseir stabilnější podnebí, než severní oblast, především v zimě a na jaře jsou noční teploty o 1-4 °C vyšší a letní teploty naopak dosahují nižších hodnot (35 °C během dne, resp. 27-31 °C v noci).
Města ležící na samotném jihu (Ras Banas, El Shalateen) poblíž obratníku raka, mají podnebí nejstabilnější a nejpříjemnější. Především zimní noci jsou citelně teplejší (2-6 °C) a letní nedosahují extrémních hodnot (nejčastěji se pohybují v rozmezí 34 °C přes den, resp 29 °C v noci). Průměrná roční teplota v této oblasti dosahuje 27 °C, kdy lednová dosahuje 21 °C a červencová 32 °C.